# Rond en chef
Cette page contient des caractères spéciaux ou non latins. S’ils s’affichent mal (▯, ?, etc.), consultez la page d’aide Unicode.
Pour les articles homonymes, voir rond.
Le rond en chef ou anneau en chef est un diacritique de l'alphabet latin. Dans les principales langues qui l'utilisent, les langues scandinaves continentales et le tchèque, c'est une ancienne ligature abréviative, le ° remplaçant respectivement un a et un o suscrit.
Son Unicode est 030A.

## Suédois
Åå [oː/ɔ]
Le rond en chef est utilisé depuis le Moyen Âge dans l'écriture des langues scandinaves. C'est en fait une ancienne abréviation devenue une ligature pour deux a à la suite. C'est pour cette raison que la lettre å scandinave n'est pas considérée comme une lettre diacritée mais un graphème à part, classé, en suédois, après z, mais avant ä et ö.
Cette lettre représente, historiquement, le phonème /a/ long des autres langues germaniques : on peut s'en rendre compte en comparant le mot pour « chevelure » : 
- suédois hår [hɔːr] ;
- allemand et néerlandais Haar / haar [haːʁ], [ɦaːɹ].

En raison de l'isochronisme, le même phonème peut devenir bref : åtta [ɔtːa], « huit ».
Enfin, c'est, en majuscule, le symbole pour l'ångström. Unicode prévoit, pour des raisons de compatibilité, pour ce symbole le caractère indépendant « Å » codé U+212B. Cependant, l'usage de la lettre diacritée est explicitement recommandée par le standard.

## Danois et norvégien
Åå [ɔ(ː)]
Le danois et le norvégien ont historiquement utilisé la lettre å de la même manière qu'en suédois mais l'ont remplacé par le digramme archaïsant aa, par contamination avec l'orthographe allemande (où l'on écrira, par exemple, Aachen).
En 1917 pour le norvégien et 1948 pour le danois, la lettre a été de nouveau introduite dans l'orthographe, remplaçant aa. Par exemple en norvégien : hår [hɔːr], « chevelure » et åtte [ɔtːə], « huit ».
Les noms propres n'ont cependant pas tous été touchés, au choix des personnes concernées le cas échéant et dans le respect de la tradition pour les toponymes. Actuellement, certains noms propres ont donc deux orthographes : Kierkegaard ou Kierkegård. Il en va de même pour l'université d'Aarhus qui a conservé son nom traditionnel.
Dans ces deux langues, å (ou aa) est classé à la fin de l'alphabet, après z, æ et ø.

## Tchèque et lituanien
Le rond en chef est également utilisé sur la voyelle u en tchèque pour noter un /u/ long, prononcé [uː], comme dans stůl [stuːl] (« table »). On ne peut le trouver à l'initiale d'un mot, auquel cas seul ú [uː] est possible.
Ce diacritique, nommé kroužek, a été ajouté au XVIe siècle aux lettres diacritées de Jan Hus, inventeur ou importateur des autres diacritiques du tchèque (comme le point suscrit devenu le háček et l'accent aigu). C'est à l'origine une abréviation pour la diphtongue [uo] (et l'on reconnaît bien un o suscrit au u), laquelle a évolué en [uː] et s'est confondue avec les autres /u/ longs, écrits ú. L'orthographe est donc ici conservatrice.
Le lituanien, dont l'orthographe a parfois calqué le modèle tchèque (d'où la présence du háček, et, surtout, du point suscrit de Jan Hus pour ė), a utilisé pour sa diphtongue uo la lettre ů, comme en tchèque. Elle est maintenant simplement écrite uo. Ainsi, le mot pour « pain » s'écrivait důna, il s'écrit maintenant duona [duona].

## Wallon et picard
Le wallon utilise le rond en chef sur la voyelle a dans son orthographe rifondou walon (« wallon unifié »). C'est un archigraphème qui sera lu différemment selon la variété de wallon que l'on parle. Cette lettre est aussi utilisée en orthographe non unifiée dans la plupart des parlers de la région liégeoise.
Elle a été introduite dans l'orthographe par le système de transcription analytico-phonétique Feller (du nom de son inventeur, Jules Feller) au début du XXe siècle, pour noter un son [ɒː] (entre [ɑ] de âme et [o] de peau, similaire à celui noté par cette lettre en danois), présent dans certains parlers de la région de Hesbaye. Assez vite, cependant, elle a été adoptée pour le wallon de Liège (qui prononce [oː]) ainsi que dans l'usage courant de nombre de parlers wallons proches du liégeois (même ceux prononçant [aː]).
Lorsque, dans les années 1990, le besoin d'une orthographe commune à la langue wallonne dans son ensemble s'est fait sentir, la lettre å, déjà largement utilisée dans la région de Liège avec plusieurs prononciations possibles, a été naturellement reprise. Ainsi un mot comme påsse (« pâte ») est-il prononcé [pɒːs], [paːs] ou [poːs]. Dans des graphies non unifiées, on a aussi, suivant la prononciation : pâsse, pôsse, pausse.
L'orthographe normalisée a introduit å dans quelques rares mots où la prononciation [oː] est inexistante à Liège (et donc des mots qui ne s'écrivaient pas avec å), comme wåfe (« gaufre »), prononcé [waf] à Liège même mais [woːf] ou [oːf] ailleurs (les graphies non unifiées pouvant être : wafe, waufe, aufe, wôfe', ôfe).
Dans le parler du chestrolais, les voyelles an et on (/a/ et /o/ nasalisés) se confondent en une prononciation intermédiaire entre [ã] et [ɔ̃], qui est parfois notée ån en graphie localisée ; par exemple : djåndu (djondou, « touché, joint »), Djån (Djan, « Jean »). Les graphies an ou on, suivant les mots, sont utilisées en orthographe normalisée.
Certains auteurs ont aussi employé un e rond en chef (e̊) dans des graphies localisées pour le son [ə] (schwa) des parlers du Brabant wallon. La notation la plus courante est cependant ë, parfois aussi ù ou eu selon les auteurs. En orthographe normalisée c'est i ;  par exemple : pëtët (pitit, « petit »).
Le picard, dans certaines orthographes (Lévèque-Braillon ou Feller), utilise le même archigraphème pour des raisons similaires : cåt [kɒ], [ka] ou [ko], « chat ». On peut aussi écrire cat.

## Alphabet phonétique international
Le rond en chef n'est utilisé que comme variante esthétique du rond souscrit dans l'alphabet phonétique international, pour indiquer le dévoisement d'une consonne dont le symbole possède une hampe descendante : on écrira [g̊] plutôt que [g̥].

## Mathématiques
En topologie, un rond suscrit peut désigner l'intérieur d'un ensemble, par exemple l'intérieur de A est noté {\displaystyle {\stackrel {\ \circ }{A}}}.

## Rond en chef chassant
Le rond en chef chassant, c’est-à-dire avec chasse, est utilisé dans certains systèmes de translittération ou de transcription pour noter la labialisation, parfois comme alternative au o en exposant ‹ ᵒ › ou au symbole degré ‹ ° ›.
En budukh, le rond en chef chassant est utilisé dans l’alphabet.

## Autres écritures
- En arabe, il existe un diacritique de forme similaire, le sukūn (consulter Diacritiques de l'alphabet arabe) ;
- dans les syllabaires japonais (kana), hiragana et katakana, on utilise un rond suscrit et décalé vers la droite du graphème, le handakuten (consulter Diacritiques des syllabaires japonais).